# Manoppello
Manoppello – miejscowość i gmina we Włoszech, w regionie Abruzja, w prowincji Pescara.
Według danych na rok 2004 gminę zamieszkiwało 5630 osób, 144,4 os./km².
Miejscowość położona jest w Apeninach Środkowych, na ich wschodnich zboczach, na wysokości 217 m n.p.m.
Miasteczko stało się głośne za sprawą niemieckiego dziennikarza i pisarza Paula Badde'go i jego książki Boskie Oblicze. Całun z Manoppello (2006, ISBN 83-89862-68-9). Przedstawia ona historię prywatnego śledztwa, w którym autor doszedł do wniosku, że całun z Manoppello jest tak naprawdę chustą grobową Chrystusa. Znalezienie relikwii wzbudziło także zainteresowanie kościoła katolickiego.
Rok 2006 został ogłoszony rokiem jubileuszu całunu z Manoppelo. Papież Benedykt XVI odwiedził sanktuarium Volto Santo w dniu 1 września 2006 – była to pierwsza wizyta papieska w Manoppello.

## Galeria

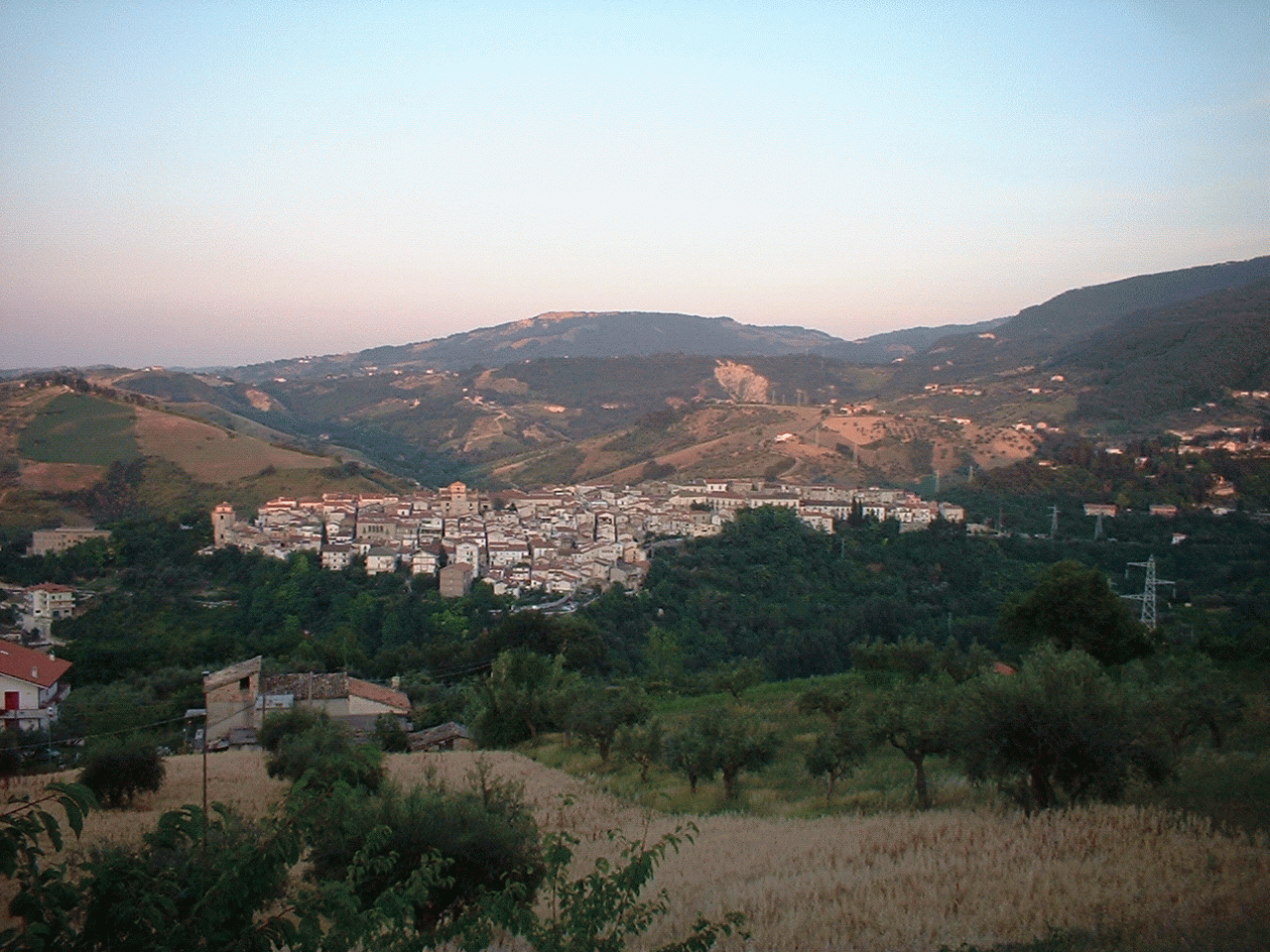
Manoppello
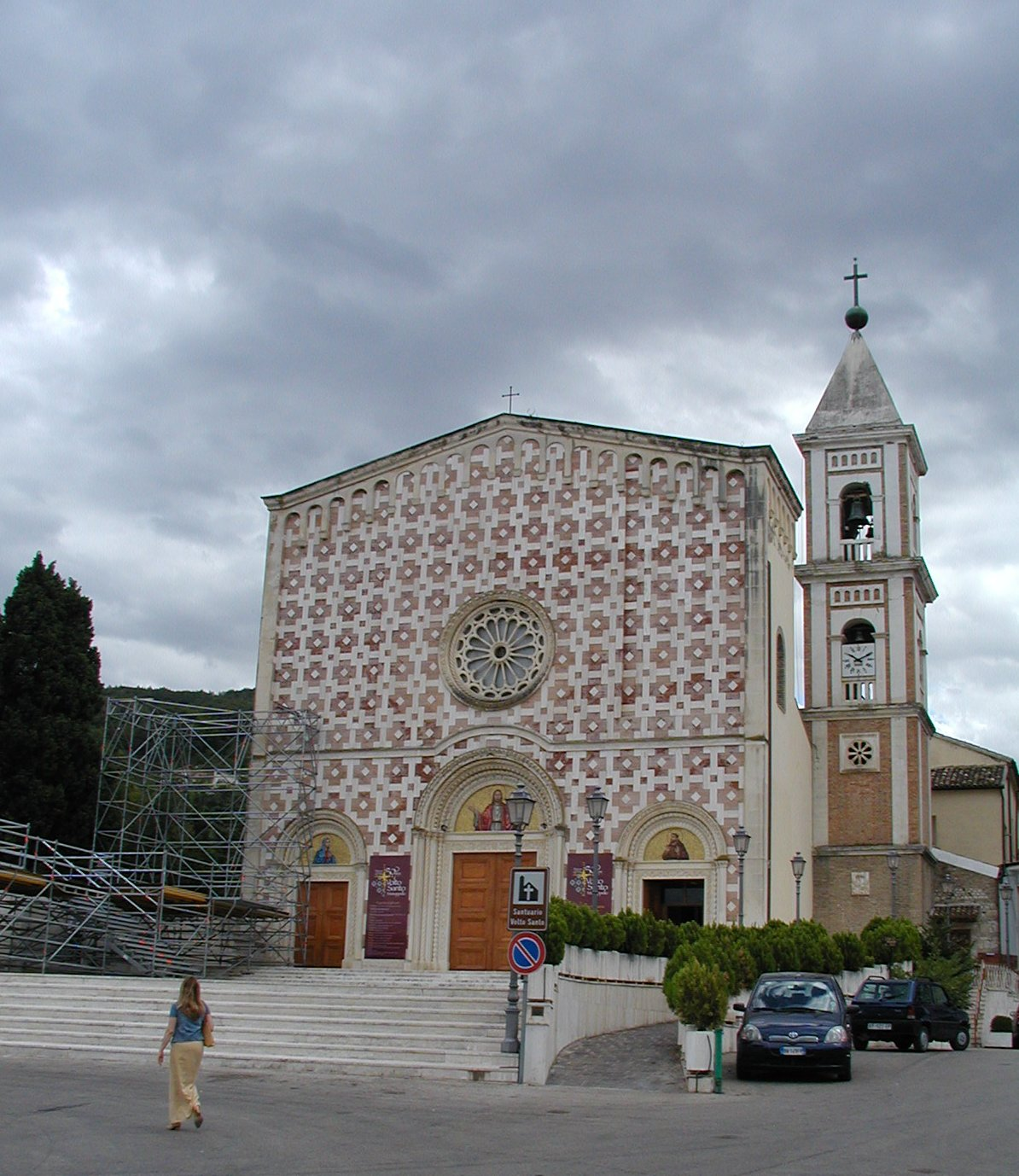
Kościół Volto Santo di Manoppello
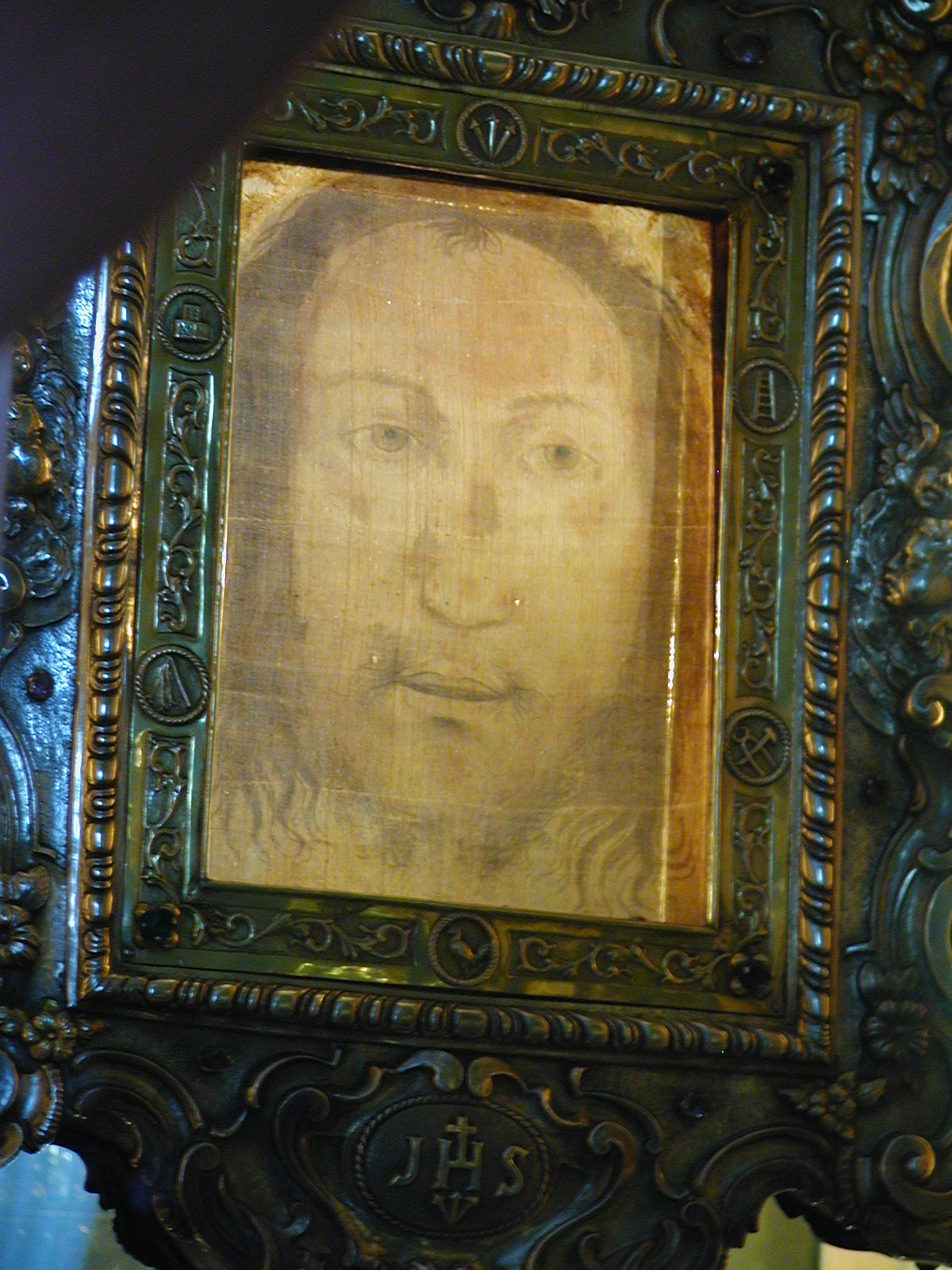
Volto Santo di Manoppello

## Współpraca
Miejscowość partnerska:
- Charleroi, Belgia[1]